# May Gibbs
Compléments
autrice de Snugglepot and Cuddlepie
Cecilia May Gibbs (17 janvier 1877 - 27 novembre 1969) est une autrice de livres pour enfants, illustratrice et caricaturiste australienne. Elle est surtout connue pour ses "bébés gumnut" (également connus sous le nom de "bébés brousse" ou "fées de brousse") et le livre Snugglepot et Cuddlepie.

## Biographie
May Gibbs (ou pour ses surnoms Gibbso, Gibbsy, Gibler, GB et Gibbster) naît à Cheam Fields, dans le Surrey au Royaume-Uni, deuxième enfant d'Herbert William Gibbs et Cecilia May Rogers. La famille déménagea en Australie-Méridionale pour exploiter une ferme. Une sécheresse dans le secteur où la famille avait aménagé l'obligea à se déplacer à Norwood. En 1885, la famille déménagea de nouveau pour une propriété à Harvey, en Australie-Occidentale. Lorsque May eut huit ans, elle reçut un poney, Brownie, de son père. 
Elle aimait explorer le bush où elle se promenait à cheval et commença, à ce moment-là, à peindre et à écrire ce qu'elle voyait. Cette période de son enfance et son interprétation imaginative sont à la base du bush anthropmorphique trouvé dans son œuvre. Lorsqu'elle eut 10 ans, la famille déménagea à Perth et, en 1889, May publia sa première œuvre dans l'édition de Noël du W.A. Bulletin. Après ses études secondaires, Gibbs fit pendant sept ans des études de lettres au Royaume-Uni. C'est là qu'elle publia son premier livre About us. En 1913, elle retourna en Australie où elle élut domicile à Neutral Bay, à Sydney, en Nouvelle-Galles du Sud. 
Cette année 1913 marqua la première apparition publique des "bébés gumnuts". sur la couverture du The Missing Button, un livre d'Ethel Turner que Gibbs avait illustré. Son premier livre sur les bébés gumnut, intitulé à juste titre The Babies Gumnut, a été publié en 1916. Il fut bientôt suivi, en 1918, par son œuvre la plus célèbre, Snugglepot et Cuddlepie. Gibbs a écrit de nombreux livres sur les "bébés gumnut" qui sont ensuite apparus dans un comic strip qui paraît dans des journaux australiens et néo-zélandais. En plus de son travail d'illustratrice et d'écrivain, Gibbs réalisa deux bandes dessinées, Bib and Bub et Tiggy Touchwood. 
À sa mort, elle légua les droits d'auteur sur ses dessins et ses histoires à des associations caritatives pour enfants handicapés. Le reste de sa succession est allé à l'UNICEF.

## Ouvrages
- About Us (1912)
- Gumnut Babies  (1916)
- Wattle Babies (1918)
- Snugglepot and Cuddlepie (1918)
- Boronia Babies (1919)
- Little Ragged Blossom (1920)
- Little Obelia (1921)
- Flannel Flowers and Other Bush Babies (1921)
- Nuttybub and Nittersing (1923)
- Chucklebud and Wunkydoo (1924)
- Bib and Bub: Their Adventures (1925)
- The Further Adventures of Bib and Bub (1927)
- More Funny Stories about Old Friends Bib and Bub (1928)
- Bib and Bub in Gumnut Town aka Two Little Gum-Nuts (1929)
- Scotty in Gumnut Land (1941)
- Mr and Mrs Bear and Friends (1943)
- The Complete Adventures of Snugglepot and Cuddlepie (1946)
- Prince Dande Lion (1954)